# Pere Romeu
Pere Romeu i Borras (Torredembarra, 6 giugno 1862 – Barcellona, 23 dicembre 1908) è stato un imprenditore spagnolo, molto legato al modernismo e proprietario del celebre Els Quatre Gats.

## Biografia
Da giovane cercò di guadagnarsi da vivere con la pittura e fu molto legato al gruppo modernista di Ramón Casas. Nel 1893 collaborò con Miquel Utrillo e Steinlen nella realizzazione di spettacoli di ombre cinesi al Theatre des Ombres Parisiennes, che l'anno successivo tentarono di replicare senza successo a New York e Chicago.
In seguito lavorò come animatore nel cabaret di Montmartre Le Chat noir, esperienza che volle portare a Barcellona ma, essendo privo di capitali per realizzarla, chiese la collaborazione di Utrillo. Questi, a sua volta, coinvolse nel progetto anche Casas e Santiago Rusiñol inaugurando così il locale Els Quatre Gats al piano terra della Casa Martí. Il locale divenne in breve la sede preferita dagli intellettuali e degli artisti di Barcellona ed ospitò molte delle prime mostre di artisti, come ad esempio quelle di Pablo Picasso.